# CD分類
CD分類（シーディーぶんるい）とは、ヒト白血球を主としたさまざまな細胞表面に存在する分子（表面抗原）に結合するモノクローナル抗体の国際分類。
CDとは、cluster of differentiation の頭文字で、訳すと「分化抗原群」であり、白血球分化に関わる抗原分子に対するモノクローナル抗体をクラスタ解析（群解析）で分類したことから名付けられた。白血球やその他の細胞は、細胞表面に糖タンパクなどでできたさまざまな分子を発現しており、この分子の違いを見分けることで細かい細胞の違いを識別することができる。
これらの分子は、モノクローナル抗体が結合する抗原として識別することができ、表面抗原あるいは表面マーカーと呼ばれる。しかし、異なったモノクローナル抗体が同じ表面抗原に結合することがあるため、混乱が生じることがある。そこで、同じ表面抗原を認識する抗体群を、同じ番号（と記号）で国際的に統一して分類したものがこのCD分類である。CD分類でつけられた番号（と記号）をCD番号とよぶ。CD分類は本来はモノクローナル抗体の分類であるが、モノクローナル抗体が認識する表面抗原の名称にも用いられる（CD抗原またはCD分子）。これらCD抗原には細胞の機能や分化に関わる分子が含まれる。
CD分類は1982年にパリで開かれた第1回ヒト白血球分化抗原に関する国際ワークショップでCD1〜CD15の15種類が決定されたのに始まり、2007年1月現在までに9回のワークショップを通じてCD350までが決定されている。

## 歴史
1975年ケーラーとミルスタインによってモノクローナル抗体の作成方法が確立されると、1970年代末から1980年代前半にかけて多くのモノクローナル抗体が樹立され、白血球の細胞表面に存在し白血球の機能や分化のマーカーとなる分子が多数同定された。しかし、同じ抗原に対し、研究者によって異なった名前がつけられるなど命名が混乱したため、ヒト白血球分化抗原 human leucocyte differentiation antigens (HLDA) に関する国際ワークショップが立ち上げられることとなり、第1回が1982年にパリで開催された。ここで多くのモノクローナル抗体を複数の施設で評価し、抗体の認識抗原の相同性をクラスタ解析で群別し、同一抗原に対する抗体とされた抗体群に同一のCD番号が振り分けられた。第1回会議では約140種類の抗体からCD1〜CD15の15種類のCDが決定された。
その後HLDAワークショップは2〜4年に1回ずつ開催され、多くのCD番号を決定した。もともとは白血球の表面抗原に対する抗体の分類を目的としたものであったが、赤血球や赤血球、血管内皮細胞、線維芽細胞などの細胞表面分子に対する抗体も含まれるようになったため、2004年HLDA委員会はワークショップの目的をヒト細胞分化抗原 human cell differentiation molecules (HCDM) の研究・分類に変更し、2006年よりワークショップの名称もHCDMワークショップに変更された。
| ワークショップ | 開催年 | 開催地           | 定義CD     |
| -------------- | ------ | ---------------- | ---------- |
| 第1回HLDA会議  | 1982年 | パリ             | CD1〜CDw15 |
| 第2回HLDA会議  | 1984年 | ボストン         | 〜CDw26    |
| 第3回HLDA会議  | 1986年 | オックスフォード | 〜CD45R    |
| 第4回HLDA会議  | 1989年 | ウィーン         | 〜CDw78    |
| 第5回HLDA会議  | 1993年 | ボストン         | 〜CDw130   |
| 第6回HLDA会議  | 1996年 | 神戸             | 〜CD166    |
| 第7回HLDA会議  | 2000年 | ハロゲート       | 〜CD247    |
| 第8回HLDA会議  | 2004年 | アデレード       | 〜CD339    |
| 第9回HCDM会議  | 2010年 | バルセロナ       | 〜CD364    |
| 第10回HCDM会議 | 2014年 | ウロンゴン       | 〜CD371    |

## CD番号の付け方
CD番号はワークショップで決定された順に番号を振ってあるだけであり、番号には特別な意味はない。また、既存のCD分子に複数の分子種が存在することが判明した場合にはCD1a〜CD1dのように枝番をつけるが、この枝番のつけ方にも定義はない。一方、ある種の細胞に限定した分布をする亜型が存在する抗原には、CD45Rのように後ろにR（restricted distributionのR）をつける。またCDとしての定義に満たない場合にはworkshop CD (CDw) として暫定的な番号をつける。

## 主なCD抗原
| CD番号 | 別名                 | 主な発現細胞 | 機能                                                        |
| ------ | -------------------- | ------------ | ----------------------------------------------------------- |
| CD1d   | R3                   | APC          | MHCクラスI様分子。糖脂質やリン脂質を提示してNKTを活性化する |
| CD4    | T4                   | T            | MHCクラスII認識、HIVが感染する際の標的分子                  |
| CD8α   | T8                   | T, 骨髄系DC  | MHCクラスI認識                                              |
| CD20   | B1                   | B, 濾胞性DC  | 成熟B細胞マーカー、リツキシマブの標的分子                   |
| CD34   |                      | 造血幹細胞   | 造血幹細胞マーカー                                          |
| CD80   | B7.1, CD28L, CTLA-4L | 成熟DC, MΦ   | T細胞活性化の共刺激分子、DCの成熟化マーカー                 |
| CD86   | B7.2                 | 活性化DC, MΦ | T細胞活性化の共刺激分子、DCの成熟化マーカー                 |
| CD133  |                      | 造血幹細胞   | 造血幹細胞マーカー                                          |
| CD134  | OX40                 | 活性化T      | T細胞の共刺激分子                                           |
| CD152  | CTLA-4               | 制御性T細胞  | 免疫チェックポイントマーカー                                |